# Hamanumida daedalus
Hamanumida daedalus là một loài bướm ngày thuộc họ Nymphalidae. Nó được tìm thấy ở khu vực sinh thái châu Phi nhiệt đới.
Sải cánh dài 55–65 mm đối với con đực và 60–78 mm đối với con cái. Con trưởng thành bay quanh năm, vởi cao điểm vào giữa mùa đông và mùa hè.
Ấu trùng ăn các loài Combretum và Terminalia.

## Hình ảnh

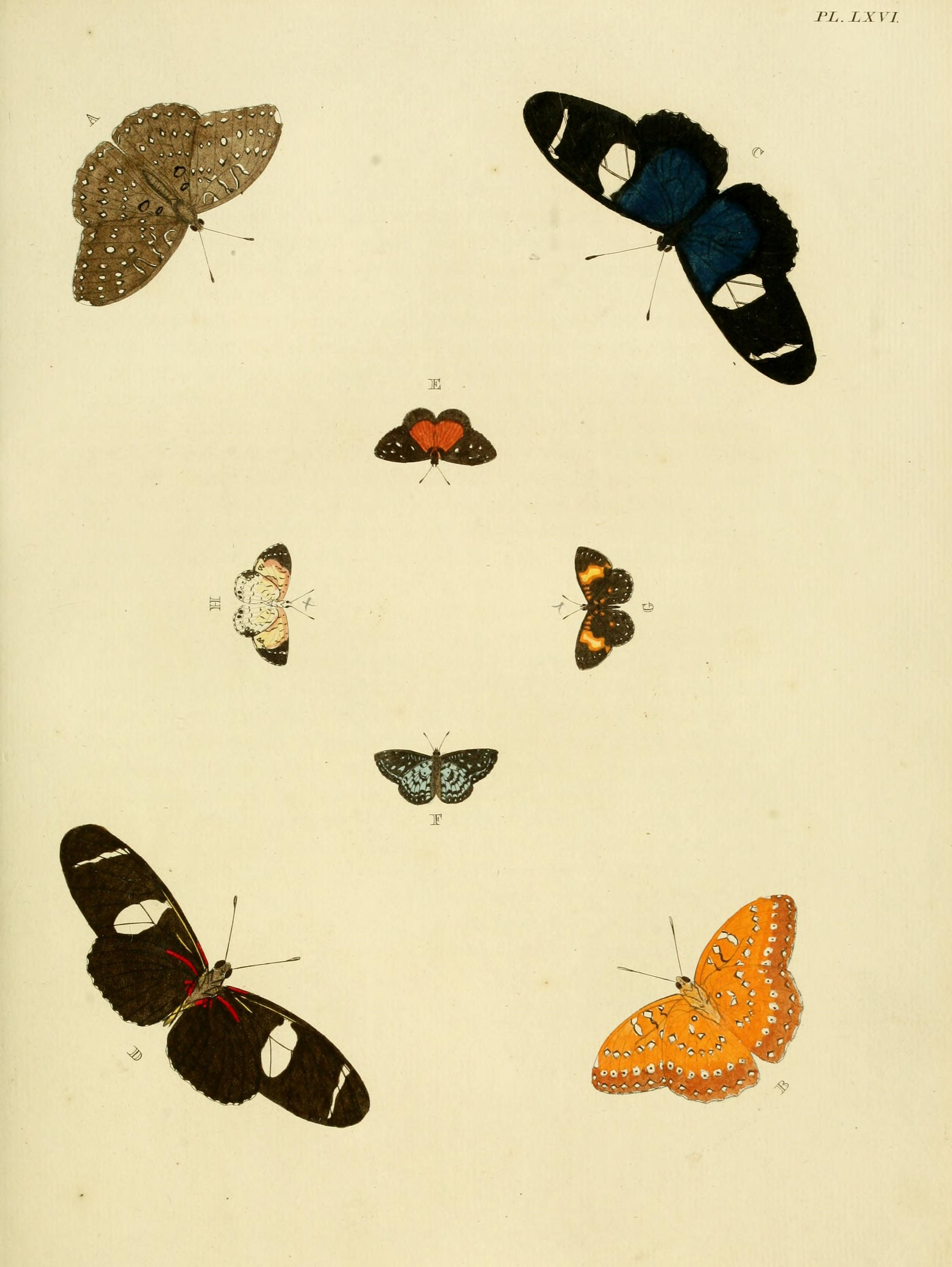
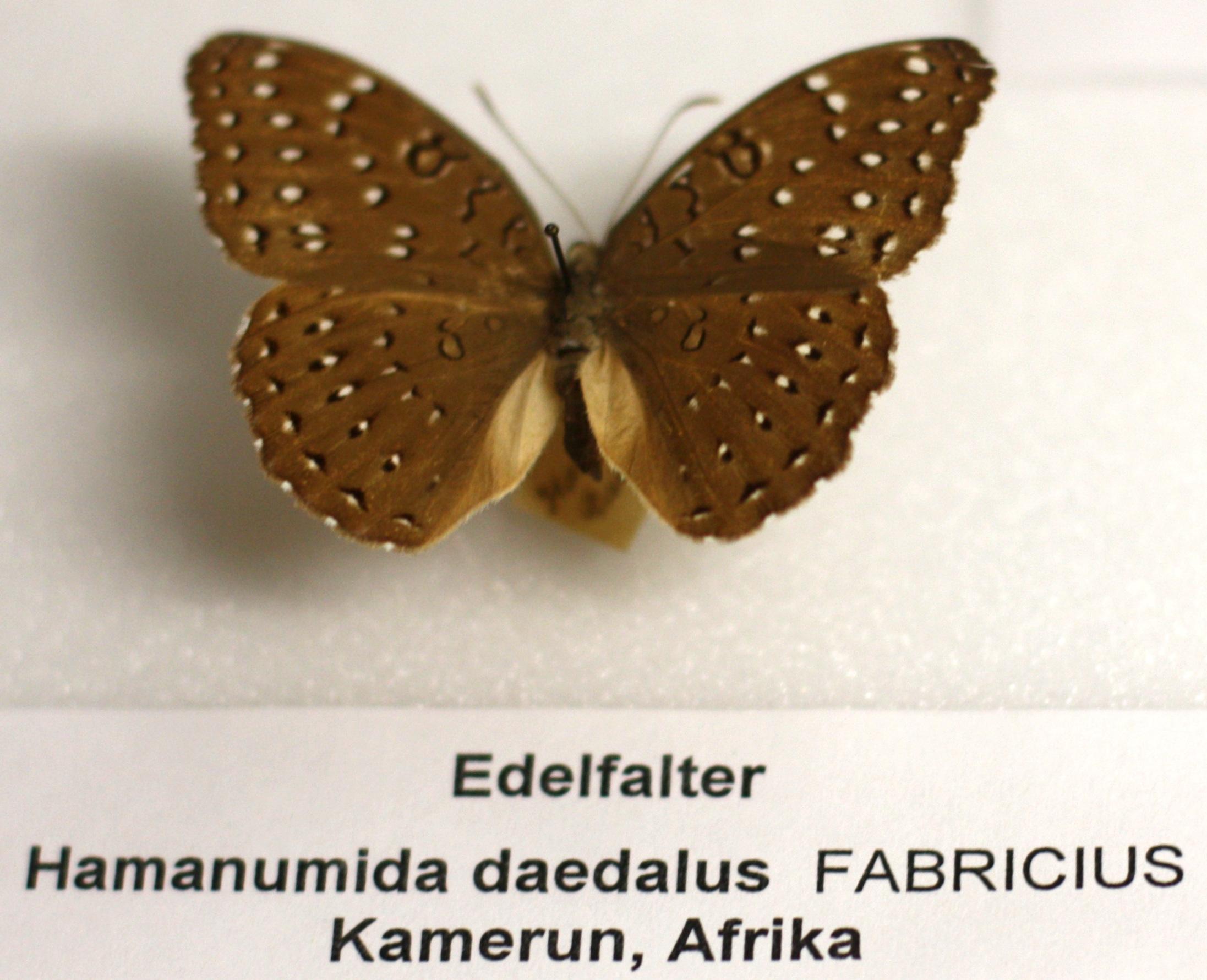
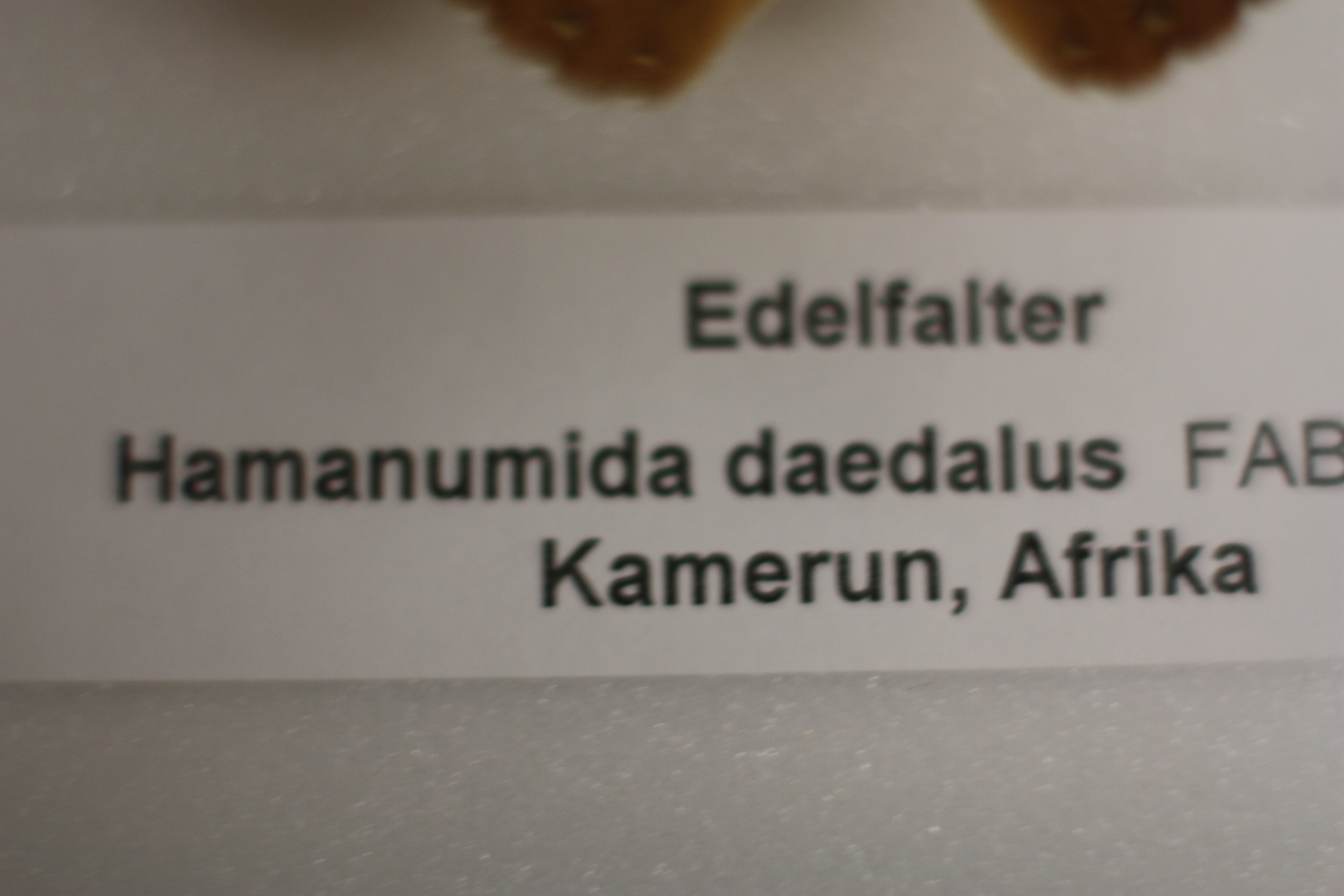
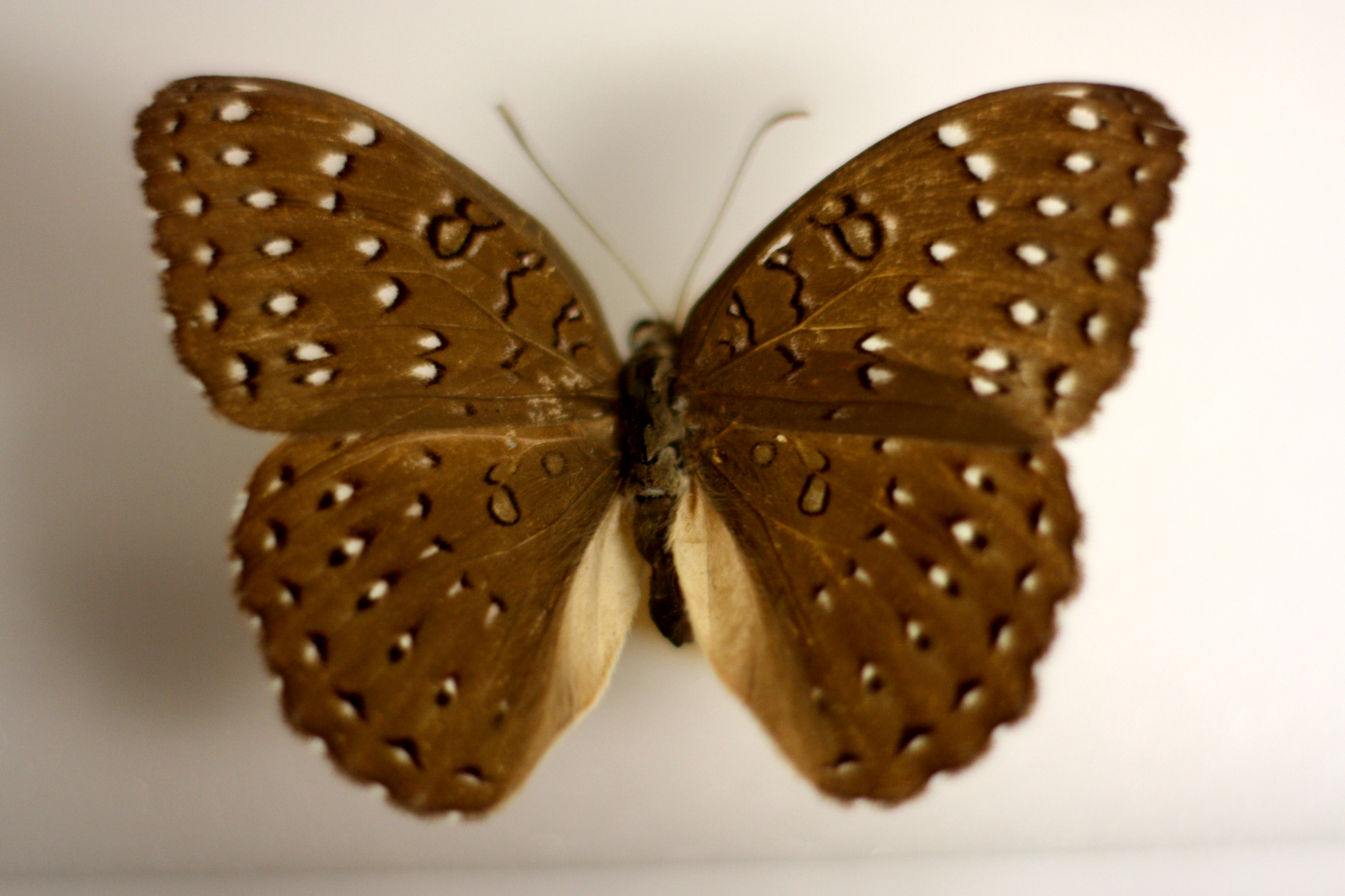